# Hendrik II van Stade
Hendrik II van Stade (circa 1102 - 4 december 1128) was van 1114 tot aan zijn dood graaf van Stade en markgraaf van de Noordmark. Hij behoorde tot het huis der Udonen.

## Levensloop
Hendrik II was een zoon van Lothar Udo III, graaf van Stade en markgraaf van de Noordmark, uit diens huwelijk met Irmgard, dochter van graaf Diederik van Plötzkau.
Hendrik kwam in 1114 aan de macht als graaf van Stade en markgraaf van de Noordmark, als opvolger van Helperik van Plötzkau, die optrad als markgraaf zolang Hendrik minderjarig was. De vorige markgraaf uit zijn dynastie was zijn oom Rodolf, die ook Hendriks voogd was. Rodolf was in 1112 afgezet door keizer Hendrik V vanwege zijn samenzwering tegen de kroon en werd als tijdelijke maatregel vervangen door Helperik van Plötzkau. Als markgraaf verzette Hendrik II zich tegen de invloed van de hertog Lotharius van Saksen.
Hij was gehuwd met Adelheid (1100-1139), dochter van graaf Otto van Ballenstedt. Ze kregen voor zover bekend geen kinderen. Hendrik II werd na zijn dood in 1128 als graaf van Stade en markgraaf van de Noordmark opgevolgd door zijn neef Udo IV, de zoon van zijn oom Rodolf.